# Xavier Coste
Xavier Coste est un auteur de bande dessinée et illustrateur français, né le 6 mai 1989 à Bayeux en Normandie.

## Biographie

### Jeunesse et formation
Xavier Coste est né le 6 mai 1989 à Bayeux en Normandie. Il suit des études en école d'arts graphiques à Paris. Entre 2007 et 2011, il est illustrateur chez Ankama pour la collection « cfsl-art-book »[réf. nécessaire].

### Carrière
En mai 2012, en tant qu’auteur, Xavier Coste sort son premier album biographique « semi-réaliste » Egon Schiele, vivre et mourir chez Casterman : il se concentre sur la romance de l’artiste peintre autrichien Egon Schiele. À l’origine, cet album devait être en petit format, en noir et blanc : il a directement travaillé à l’ordinateur avant de tâtonner et de le recadrer.
En mai 2013, il présente son second album Rimbaud, l'indésirable chez le même éditeur, une biographie du poète Arthur Rimbaud,.
En janvier 2015, À la dérive est consacré à la crue de la Seine de 1910.
En juin 2017, avec le scénariste Olivier Cotte, il présente une anticipation post-apocalyptique Le Lendemain du monde qui « met en scène une civilisation en souffrance ».
En janvier 2018, il adapte le roman L'Enfant et la Rivière d'Henri Bosco (1945) en bande dessinée sous le même titre chez Sarbacane.
En mars 2019 sort son sixième album A comme Eiffel sous le scénario de Martin Trystram, évoquant la  relation cachée d’entre Gustave Eiffel et sa cousine Alice pendant de longues années.
En janvier 2021, il sort son adaptation de 1984 d'après le roman de George Orwell, chez Sarbacane,,,.
En mars 2024, un projet de long métrage d'animation basé sur sa bande dessinée 1984 est annoncé. Le projet est en cours de développement avec Autour de Minuit et Bac Films.
En septembre 2024 parait "Journal de 1985" aux éditions Sarbacane, un prolongement en bande dessinée du roman 1984. 
En mars 2025, parait aux éditions Dargaud " Il déserte - Georges ou la vie sauvage " un récit mettant en scène le journaliste Georges de Caunes sur un scénario de son fils Antoine de Caunes. 

### Prix et distinctions
Xavier Coste obtient le prix "Auteur de BD de l'année" du salon du livre de Creil en novembre 2019.
Il obtient le prix Albert-Uderzo de la "Meilleure contribution au 9e Art" en octobre 2021.
- 2022 : Prix BD Fnac France Inter pour 1984, l'adaptation en bande dessinée du roman de George Orwell[15].

## Influence
Xavier Coste admire les auteurs Enki Bilal, Jacques Tardi, François Schuiten et Hugo Pratt « qui ont leur propre univers, unique, très marqué ».

## Publications
- 1984, Sarbacane, 2021
Scénario, dessin et couleurs : Xavier Coste -  (ISBN 978-2377315116)
- A comme Eiffel, Casterman, 2019
Scénario : Martin Trystram - Dessin et couleurs : Xavier Coste -  (ISBN 978-2-203-16438-3)
- À la dérive, Casterman, « Univers d'auteurs », 2015
Scénario, dessin et couleurs : Xavier Coste -  (ISBN 978-2-203-08581-7)
- Egon Schiele, vivre et mourir, Casterman, « Univers d'auteurs », 2012
Scénario, dessin et couleurs : Xavier Coste -  (ISBN 978-2-203-04778-5)
- Journal de 1985, Sarbacane,  (ISBN 9791040806370), 2024
Scénario, dessin et couleurs : Xavier Coste
- L'Homme à la tête de lion, Sarbacane, 2022
Scénario, dessin et couleurs : Xavier Coste -  (ISBN 978-2-37731-813-1)
- L'Enfant et la Rivière, Sarbacane, 2018
Scénario, dessin et couleurs : Xavier Coste -  (ISBN 978-2-377-31078-4)
- Le Lendemain du monde, Casterman, 2017
Scénario : Olivier Cotte - Dessin et couleurs : Xavier Coste -  (ISBN 978-2-203-09438-3)
- Rimbaud, l'indésirable, Casterman, 2013
Scénario, dessin et couleurs : Xavier Coste -  (ISBN 978-2-203-06646-5)